# Caroline Frank
Caroline Frank (* 1976 in Katoomba, New South Wales, Australien) ist eine österreichische Schauspielerin und Musicaldarstellerin.

## Leben

### Ausbildung und erste Erfolge
Caroline Frank, in den australischen Blue Mountains geboren, wuchs in Wien auf. Ihr Vater arbeitete als Schiffskoch. Ihre Schauspiel- und Musicalausbildung erhielt sie bei den Performing Arts Studios in Wien, die sie 1998 mit der Bühnenreifeprüfung beendete. Ihre Lehrer dort waren Michelle Friedman (Gesang), Klaus Rohrmoser (Schauspiel) und Alonso Barros (Tanz). Seither arbeitet Frank als Schauspielerin, Sängerin und Musicaldarstellerin.
Seit 1999 hatte sie Theaterengagements im gesamten deutschsprachigen Raum (Österreich, Schweiz, Deutschland), z. B. an den Vereinigten Bühnen Wien, am Raimundtheater, am Theater in der Josefstadt, an den Wiener Kammerspielen, an der Kammeroper Wien, am Theater des Westens in Berlin und am Deutschen Theater München.
Hauptrollen hatte sie u. a. als Polly in der deutschsprachigen Erstaufführung des Musicals Crazy for You (Stadttheater Bern, 1999), als Anybodies in West Side Story (Stadttheater Mainz, Spielzeit 1999/00), als Carmen Diaz in Fame (Stadttheater Klagenfurt/Theater St. Gallen, Spielzeit 2004/05) und als Jean Harlow/Marilyn in Marilyn! – Das Musical (Staatstheater am Gärtnerplatz, 2005).

### Musical, Operette und Theater
2008 spielte sie am Theater in der Josefstadt die Rösslwirtin in der Operette Im weißen Rößl, von 2010 bis 2011 folgte dort Frl. Kost in Cabaret. 2009 gehörte sie zur Uraufführungsbesetzung des Musicals Der Graf von Monte Christo (Regie: Andreas Gergen) am Theater St. Gallen. In der Spielzeit 2009/10 trat sie am Stadttheater Bern als Helene im Musical Sweet Charity auf.
An den Vereinigten Bühnen Wien gastierte sie von 2010 bis 2012 im Udo-Jürgens-Musical Ich war noch niemals in New York (Lisa Wartberg/2. Besetzung) und von 2014 bis 2015 in Mamma Mia! (Donna, Tanja/2. Besetzung). Von 2015 bis 2016 spielte sie am Theater des Westens in Berlin die Velma Kelly im Musical Chicago.
In der Spielzeit 2017/18 übernahm sie am Stadttheater Baden die Rolle der Juliska Varady in einer Neuinszenierung der Revue-Operette Maske in Blau. 2018 gastierte sie beim Theater Bronski und Grünberg in Wien als Pepi in Wiener Blut. Im Oktober/November 2019 trat sie am Wiener Theater der Jugend in der Produktion Prinz und Bettelknabe auf. In der Spielzeit 2019/20 ist sie in der Operette Drei Walzer von Oscar Straus erneut am Stadttheater Baden zu sehen.
Sie gastierte außerdem beim Musicalsommer Amstetten, bei den Frankenfestspielen Röttingen und bei den Freilichtspielen Tecklenburg. Caroline Frank gehörte außerdem mehrere Jahre zum Ensemble des Kabarett „Simpl“ und spielte in Produktionen des Wiener Metropol. Daneben trat sie mit eigenen Soloprogrammen auf, wirkte bei Musical-Galas mit und legte ab 2013 ihre ersten Regiearbeiten (Off-Theater, Wien, Theater Walfischgasse, Theatercouch Wien) vor.

### Film und Fernsehen
Caroline Frank stand auch für einige Film- und Fernsehproduktionen vor der Kamera. In der österreichischen Krimiserie SOKO Donau (2015) hatte sie, mit Holger Daemgen als Partner, eine Episodenhauptrolle als Schwester eines ermordeten Ehemanns und Familienvaters. Im ORF-Tatort: Baum fällt (Erstausstrahlung: November 2019) verkörperte Frank, an der Seite von Alexander Linhardt, die Ehefrau des tatverdächtigen Bruders eines ermordeten Kärntner Sägewerkbesitzers, die ein Verhältnis mit ihrem Schwager hatte.

### Privates
Frank besitzt mittlerweile die österreichische Staatsbürgerschaft und lebt mit ihrem Mann und ihren beiden Kindern in Perchtoldsdorf bei Wien.

## Filmografie (Auswahl)
- 2015: Tatort: Deckname Kidon (Fernsehreihe)
- 2015, 2021: SOKO Donau|SOKO Wien: Gewissenlos, Böser Geist (Fernsehserie, zwei Folgen)
- 2017: Anna Fucking Molnar (Kinofilm)
- 2018: Schnell ermittelt: Christine Zeitlberger (Fernsehserie, eine Folge)
- 2019: Tatort: Baum fällt (Fernsehreihe)
- 2021: Landkrimi – Vier (Fernsehreihe)
- 2022: Love Machine 2 (Kinofilm)
- 2023: Landkrimi – Immerstill (Fernsehreihe)
- 2023: Landkrimi – Das Schweigen der Esel (Fernsehreihe)
- 2023: Der Metzger traut sich (Fernsehreihe)
- 2023: Letzter Saibling (Fernsehreihe)
- 2024: Der Metzger – Mordstheater (Fernsehreihe)
- 2024: Die Liesl von der Post – Jugendsünden (Fernsehreihe)
- 2024: Die Liesl von der Post – Klapperstorch (Fernsehreihe)
- 2025: Mord in Wien – Der letzte Bissen (Fernsehreihe)
- 2025: Auf der Walz – Drei Jahre und ein Tag (Fernsehfilm)